# عائلة كافي

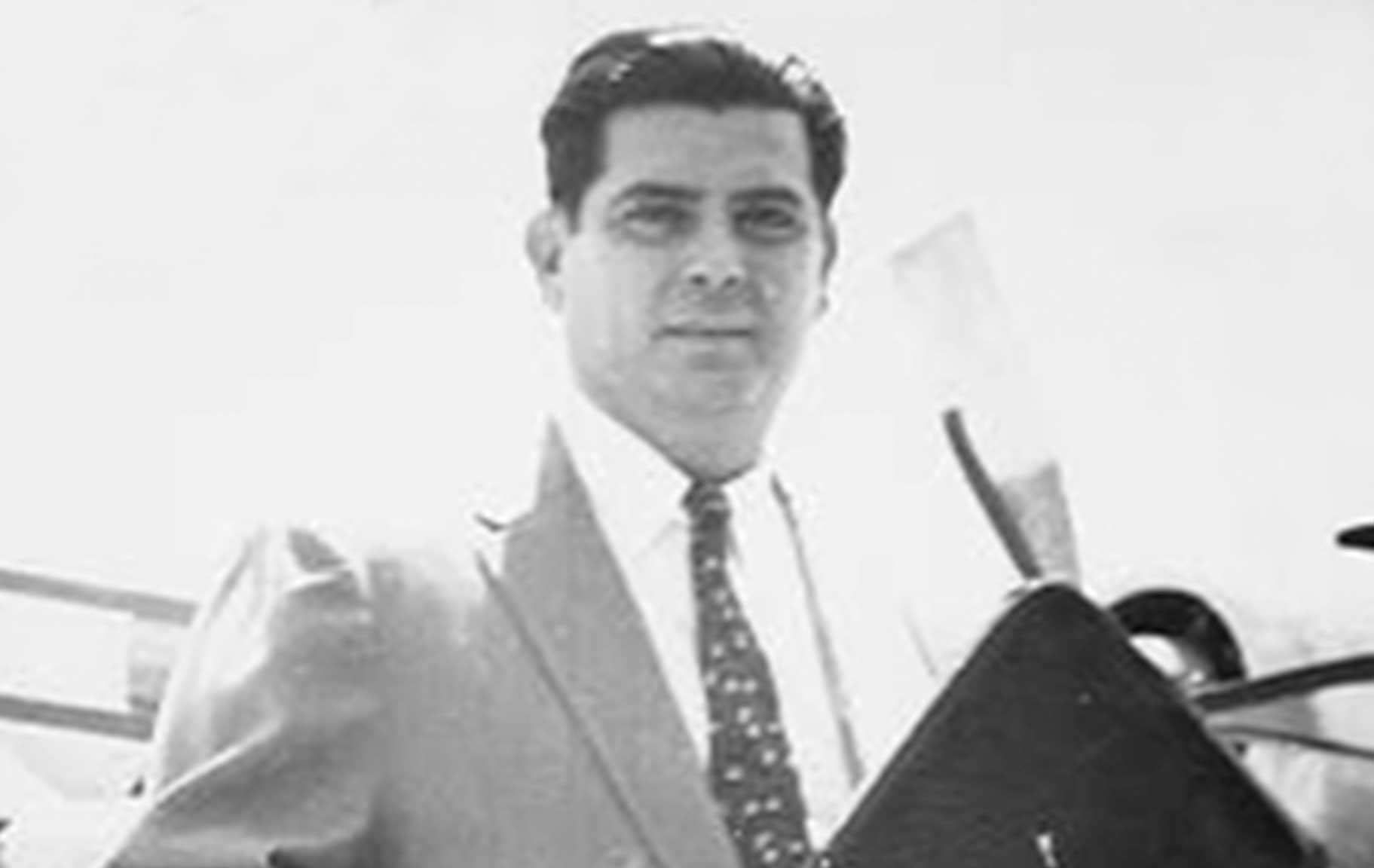
لويس كافي، مؤسس LKco وCortitelas.

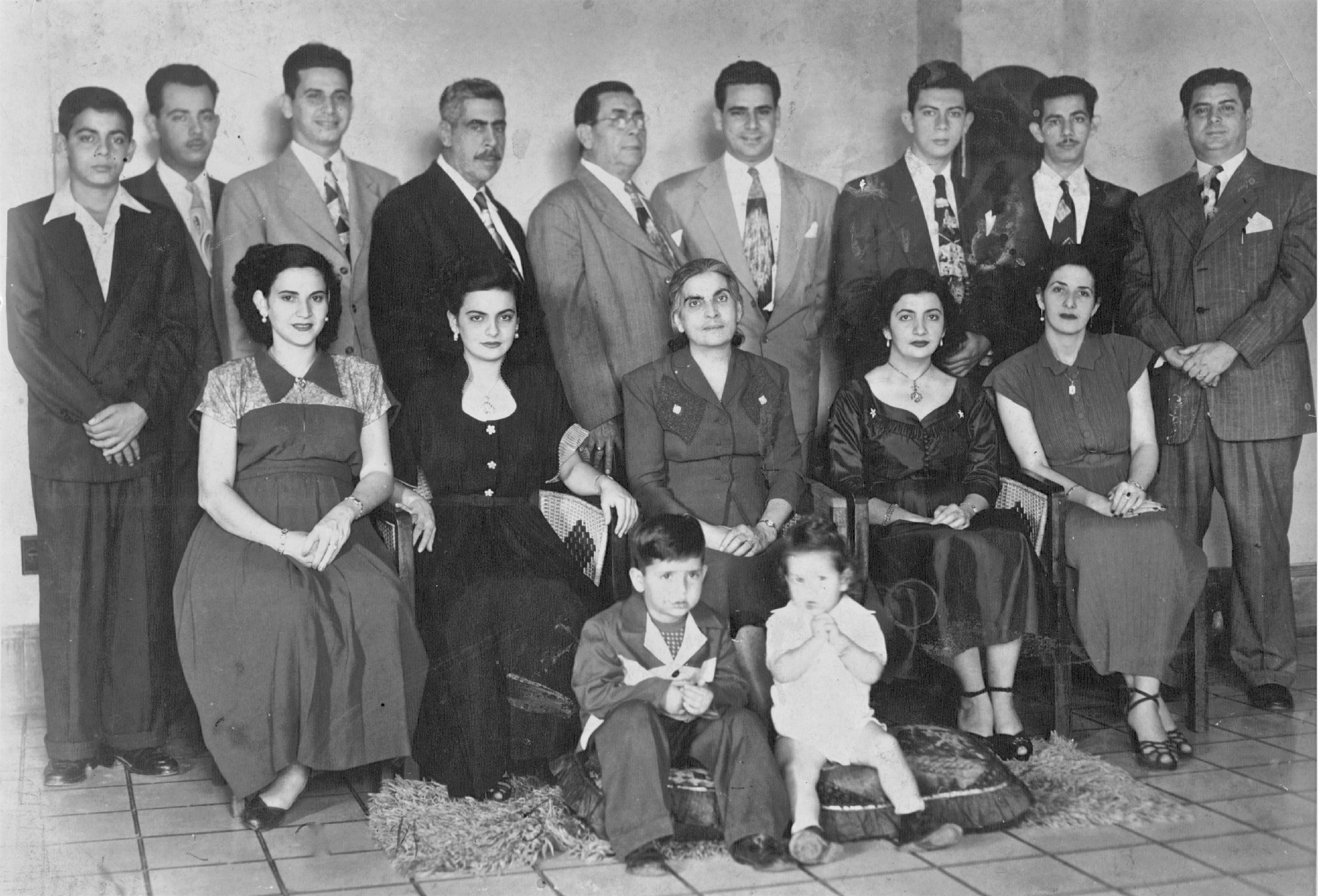
عائلة كافي

عائلة كافي هي عائلة تجارية وخيرية بارزة في هندوراس. أفراد العائلة مسؤولون عن تأسيس أو تشغيل العديد من أكبر الشركات في البلاد، في مختلف مجالات التجارة، ودعم مجموعة متنوعة من المشاريع الخيرية.
الذين يحملون اسم العائلة "كافي" في هندوراس نشأو في هندوراس، وعائلة كافي في هندوراس هم جزء من الشتات الفلسطيني. هاجر أسلاف كافي إلى إنجلترا في القرن التاسع عشر، وانتقل مؤسِّس العائلة شكري كافي من هناك إلى لا يونيون بالسلفادور عام 1901. تبع ذلك المزيد من أفراد الأسرة، وفي العقود القليلة التالية، انتقلت العائلة إلى تيغوسيغالبا، هندوراس. ابتداءً من السبعينيات، انتقل عدد من أحفاد أفراد عائلة كافي الأصلية إلى الولايات المتحدة.
الفرع الأكثر شهرة في العائلة هم أحفاد لويس كافي، ابن شكري كافي، وهو رجل أعمال أنسجة (تاجر أنسجة)، وزوجته إيلينا "نينا" لاراش.